# Арамянц, Микаэл Овсепович
Микаэл Овсепович Арамянц (также Михаил Осипович; арм. Միքայել Արամյանց; 4 мая 1843, Кятук (ныне Аггядик), Каспийская область, Российская империя ― 19 декабря 1922, Тифлис, ЗСФСР) ― армянский нефтяной магнат, промышленник, финансист и меценат. Был близким другом и партнёром Александра Манташева.

## Биография
Микаэл Арамянц родился 4 мая 1843 года в селе Кятук (ныне Аггядик) в Каспийской области Российской империи в семье сельского старосты Овсепа. Мать Микаэла ― Мелик-Анджелик, была из знатного рода.
В 1858 году отправился на учёбу в Шушу, а вскоре оттуда ― в уездное училище. Планировал продолжить образование в Тифлисской гимназии, но из-за финансовых трудностей в семье ему пришлось поступить учеником, а затем помощником к Мугдуси Тарумяну, который успешно вёл торговлю за границей, в том числе в Персии. Так Микаэл оказался в Тебризе, где он впервые встретился и подружился с Александром Манташевым. Оба были ровесниками и занимались предпринимательской деятельностью. Микаэл через два года вернулся в Шушу и поступил управляющим к Ованесу Хубларяну, мануфактура которого имела представительства в городе Дербенте и на ярмарке в Нижнем Новгороде.
Умело вкладывая заработанные деньги в торговлю, Арамянц за четыре года собрал 3 000 рублей. Через несколько лет, Арамянц подарил приходской школе Шуши, в ознаменование её 70-летия, свой дом, стоимостью 45 000 рублей, и взял на себя расходы по переустройству дома и строительству дороги.
В 1871 году Арамянц приехал в Тифлис. Там он торговал пряжей, шерстью и натуральным шелком, а также выступал посредником в торговле сахаром с городами Марсель, Тебриз, Тегеран. Через пять лет его капитал составлял уже 1 000 000 рублей.
Разразившаяся в 1877 году Русско-турецкая война (1877―1878) оказалась большим ударом для Арамянца. Он практически потерял весь капитал: 7 000 рублей и небольшой дом ― всё, что у него осталось. Так или иначе, его это не сломило. Уже через 4 года его капитал составлял 40 000 рублей. В 1884 году Арамянц поехал в Баку и вместе с карабахскими армянами А. Цатуряном, Г. Арафеляном и О. Туманяном, стал одним из основателей общества «Цатурян и др.», занимающемся добычей нефти.
Транспортировка нефти на перерабатывающий завод по трубопроводу, принадлежащему Каспийскому товариществу, обходилась очень дорого. Необходимо было найти дополнительные средства для строительства собственного нефтепровода. Арамянц обратился к Манташеву с предложением внести 40 000 рублей в уставной капитал и стать пайщиком. Начальный капитал товарищества составлял 200 000 рублей, но с каждым годом он увеличивался. Через несколько лет Манташев, на выгодных для пайщиков условиях, скупил их доли. В новом товариществе с капиталом уже в 1 000 000 рублей 2/3 принадлежали Манташеву, а 1/3 — Арамянцу. В 1898 году у Арамянца было уже 9 000 000 рублей.
Совместно с А.И. Манташевым в 1899 году основал Нефтепромышленное и торговое общество «А. И. Манташев и К°» ― крупное предприятие по добыче, транспортировке, переработке и продаже нефти и нефтепродуктов.
Заработав многомиллионное состояние, Микаэл Овсепович снова мог позволить себе заняться благотворительностью.
Он построил в Тифлисе «Больницу Арамянц» (в настоящее время ― Тбилисская первая клиническая больница ). В ней разместили терапевтическое отделение на 75 коек. По постройке и оборудованию больница была одной и самых современных в то время. Микаэл Арямянц для больницы привез из Европы рентгеновский аппарат. Это была одна из первых больниц в мире, где бесплатно не только обследовали и лечили, но и оперировали. Зарплату медицинскому персоналу благотворитель платил из своего кармана.
Арамянц также жертвовал немалые средства на издательское дело. В Тифлисе он открыл типографию «Эсперанто», в которой бесплатно печатались произведения армянских писателей.
Микаэл Арамянц был одним из попечителей и покровителей Нерсисянской школы в Тифлисе. Заботясь о национальных кадрах, он оплачивал обучение молодежи в российских и зарубежных высших учебных заведениях.
Деятельное участие М.Арамянц принимал в организации и работе Армянского этнографического общества (основано в 1906 году). По приглашению Арамянца в состав Общества вошли выдающиеся ученые ― историки и этнографы. Арамянц финансировал раскопки известного археолога Николая Марра, в частности, на территории древней армянской столицы Ани. Экспонаты, собранные Армянским этнографическим обществом, заложили основу для создания Государственного музея истории Армении.
Также Микаэл Арамянц финансировал строительство нескольких зданий в Тифлисе. Самое крупное из них ― гостиница «Мажестик» (совр. «Тбилиси-Мариотт»). Архитектор ― Габриэл Тер-Микелов. Гостиница «Мажестик» была удостоена Гран-При и Золотой медали в Париже как лучшая европейская гостиница, построенная в 1915 году.
В своем родном селе на его средства были построены церковь и школа, проложен водопровод.

### Семья
Женился (в 1876 году) на тифлисской армянке Елисапет Согомоновне Шолкоянц. Вместе у них было пятеро детей: трое мальчиков и две девочки. Когда Арамянц построил одну из первых своих гостиниц в Тифлисе, то решил назвать ее именем своих детей ― «Арфасто» (название состояло из первых букв имен его детей Арам, Флора, Согомон, Анна, Ованес и Тамара ― жена Ованеса). В наши дни в этом здании располагается Тбилисский театральный институт.
- Арам Арамянц эмигрировал в 1921 году во Францию. Его жена ― Софья Михайловна Морозова (1887―1942, Ленинград).  Их дочери: Наталья Арамовна Арамянц (в замуж. Монтвид; 1909―1990) и Тамара Арамовна Арамянц (в замуж. Маковская; 1912―1941, Ленинград), художница, была замужем за Львом Маковским, сыном художника А.В.Маковского; супруги умерли в блокадном Ленинграде.
- Согомон Арамянц также эмигрировал во Францию.
- Иван (Ованес) Арамянц (1878—1910) окончил юридический и археологический факультеты Санкт-Петербургского университета. После смерти сына Микаэл Овсепович взял на себя воспитание двоих его детей Арама и Согомона, а также заботился о его вдове. И.Арамянц похоронен на Смоленском армянском кладбище Санкт-Петербурга (надгробие сохранилось).
- Анна Арамянц была замужем за архитектором Александром Ротиняном (1875—1934). В 1906 году семья эмигрировала. Потомки Арамянца ныне проживают в Великобритании[7].
- Флора Арамянц была замужем за полковником Иван Васильевичем Коргановым (род. 1870; Оганесом Горганяном), участником Первой мировой войны, который погиб в 1918 году. Трое детей: Людмила (род.1907), Василий (род.1909), Микаэл (род.1913). Сама Флора Микаэловна скончалась в 1980-х в Тбилиси в возрасте 102-х лет.  В свое время она училась в Австрийской академии изящных искусств, знала несколько иностранных языков[1]. Была знакома с Ф.И.Шаляпиным[8].

Семейная жизнь Микаэла Овсеповича не сложилась. Жена была известна своей расточительностью и любовными скандалами. Узнав об измене, Арамянц, опозоренный в глазах бакинского общества, был вынужден продать свою долю в компании и уехать из города. Бракоразводный процесс длился восемь лет.
После развода познакомился с Евгенией Петровной Шхиянц, дочерью тифлисского купца 1-й гильдии Петруса Минаевича Макарова, торговца винами, поставщика двора Его Императорского Высочества Великого Князя Михаила Николаевича, которую всем представлял как свою жену. Для своей возлюбленной Микаэл Овсепович построил в Тбилиси на Ольгинской улице особняк (архитектор А.Озеров). Некоторое время они жили вместе, но затем и она ушла к одному из своих поклонников. Вернулась к Арамянцу, неизлечимо больная, в последние дни своей жизни. Но историк, журналист и исследователь истории Тбилиси Тамар Тавадзе считает, что дома, которые, по легенде, были построены для Евгении Шхиянц, были возведены уже после ее смерти.
После установления советской власти, Микаэл Арамянц был лишен всего своего состояния и последние месяцы своей жизни провёл в бедности, живя в подвале построенного им же дома (№ 6 по улице Мачабели). Но когда он умер, то его похороны на армянском кладбище Ходживанк прошли при огромном скоплении народа. Могила М.О.Арамянца не сохранилась, как и другие захоронения, так как кладбище планомерно уничтожалось с 1930-х годов. На месте кладбища сейчас расположен собор Цминда Самеба.

## Память
24 октября 2013 года по инициативе посольства Армении в Грузии и при поддержке мэрии Тбилиси на улице Мачабели, 6, где жил Микаэл Овсепович Арамянц, была открыта мемориальная доска.